# Randy and the Mob
Randy and the Mob är en amerikansk långfilm från 2007 i regi av Ray McKinnon, med Ray McKinnon, Walton Goggins, Lisa Blount och Tim DeKay i rollerna. I en cameo-roll ser vi även Burt Reynolds.

## Handling
Randy Pearson (Ray McKinnon) hamnar i problem med den italienska maffian och det amerikanska skatteverket. Han måste nu ta hjälp av sin fru Charlotte (Lisa Blount), sin homosexuella tvillingbror Cecil (Ray McKinnon) och den mystiska Tino Armani (Walton Goggins).

## Rollista
| Ray McKinnon    | – Randy och Cecil Pearson |
| Walton Goggins  | – Tino Armani             |
| Lisa Blount     | – Charlotte Pearson       |
| Tim DeKay       | – Bill                    |
| Bill Nunn       | – Wardlowe                |
| Brent Briscoe   | – Polis Griff Postell     |
| Paul Ben-Victor | – Franco                  |
| Sam Frihart     | – Four                    |
| Burt Reynolds   | – Elmore Culpepper        |